# ماری-کلود بوربونه
ماری کلود (به انگلیسی: Marie Claude Bourbonnais) یک مدل کانادایی است. او مدل بودن را در سال ۲۰۰۸ در تقویم Dreamteam آغاز نمود.